# روس كاسارس فالنسيا
روس كاسارس فالنسيا (بالإسبانية: Ros Casares Valencia)‏ كان فريق كرة سلة إسباني للمحترفات تأسس في سنة 1996. فاز بالدوري الإسباني لكرة السلة للسيدات 14 مرة كما فاز بالدوري الأوروبي لكرة السلة للسيدات 3 مرات. تم حل الفريق في سنة 2014.

## وصلات خارجية
- الموقع الرسمي